# Melissa Rauch
Melissa Ivy Rauch, född 23 juni 1980 i Marlboro i New Jersey, är en amerikansk skådespelare, mest känd för sin roll som Dr. Bernadette Rostenkowski-Wolowitz i den amerikanska sitcomen The Big Bang Theory.

## Filmografi
| År   | Titel              | Roll                           | Notering                 |
| ---- | ------------------ | ------------------------------ | ------------------------ |
| 2006 | Delirious          | Megan                          |                          |
| 2009 | I Love You, Man    | Woman Jogger Yelling at Sidney |                          |
| 2009 | The Condom Killer  | Audra                          | Kortfilm                 |
| 2010 | Wright vs. Wrong   | Daisy Cake                     | TV-film                  |
| 2013 | In Lieu of Flowers | Carrie                         |                          |
| 2014 | Are You Here       | Marie                          |                          |
| 2015 | The Bronze         | Hope Annabelle Greggory        | Även som manusförfattare |

| År      | Titel                      | Roll                                 | Notering |
| ------- | -------------------------- | ------------------------------------ | --- |
| 2007    | 12 Miles of Bad Road       | Bethany                              | 3 avsnitt: "The Dirty White Girl" (säsong 1: avsnitt 2) "Collateral Verbiage" (säsong 1: avsnitt 4) "Moonshadow" (säsong 1: avsnitt 6) |
| 2008-09 | Kath & Kim                 | Tina                                 | Säsong 1 (återkommande; 6 avsnitt) |
| 2009–19 | The Big Bang Theory        | Dr. Bernadette Rostenkowski-Wolowitz | Säsong 3 (återkommande; 5 avsnitt) Säsong 4-12 (ordinarie skådespelare; 89 avsnitt)                                                    |
| 2010    | The Office                 | Cathy Duke                           | 1 avsnitt |
| 2010    | True Blood                 | Summer                               | Säsong 3 (återkommande; 6 avsnitt) |
| 2014    | Teenage Fairytale Dropouts | Miss Macabre                         | 1 avsnitt "Something Wicked This Way Substitutes"                                                                                      |
| 2014    | Sofia the First            | Ruby's Godmother                     | 1 avsnitt |
| 2023-25 | Night Court                | Abby Stone                           | Huvudroll, 47 avsnitt, även exekutiv producent                                                                                         |

## Övrigt
Asteroiden 8626 Melissarauch är uppkallad efter Melissa Rauch.